# No 5 Live
No 5 Live – album, na którym zamieszczono występy zespołu Krzak, w latach 1981 i 1982. Na track liście odnajdziemy min: zapis koncertu w Hali Wisły w Krakowie w 1982 roku, czy na Politechnice Częstochowskiej w 1981 r. Album ukazał się dopiero w 1992 r.
W 2005 roku wytwórnia Metal Mind Productions, wydała reedycję tego albumu, opatrzoną nową okładką oraz 3 bonusowymi nagraniami.

## Lista utworów
1. "Zezowaty kot" – 3:33
2. "Kwadratówka" – 7:23
3. "Drzewo oliwne" – 8:53
4. "Ściepka" – 4:11
5. "Blues dla dzidka" – 9:59
6. "Polowanie na łosia" – 4:48

bonusy (reedycja 2005)
1. "Człowieku" – 10:56
2. "Swingulas" – 3:24
3. "Niewinni idą do domu" – 6:47

## Twórcy
- Jan Błędowski – skrzypce
- Jerzy Kawalec – gitara basowa
- Leszek Winder – gitara
- Andrzej Ryszka – perkusja
- Apostolis Anthimos – gitara, instrumenty perkusyjne

Gościnnie
- Ryszard Riedel – harmonijka ustna, śpiew
- Andrzej Urny – gitara